# 布科巴

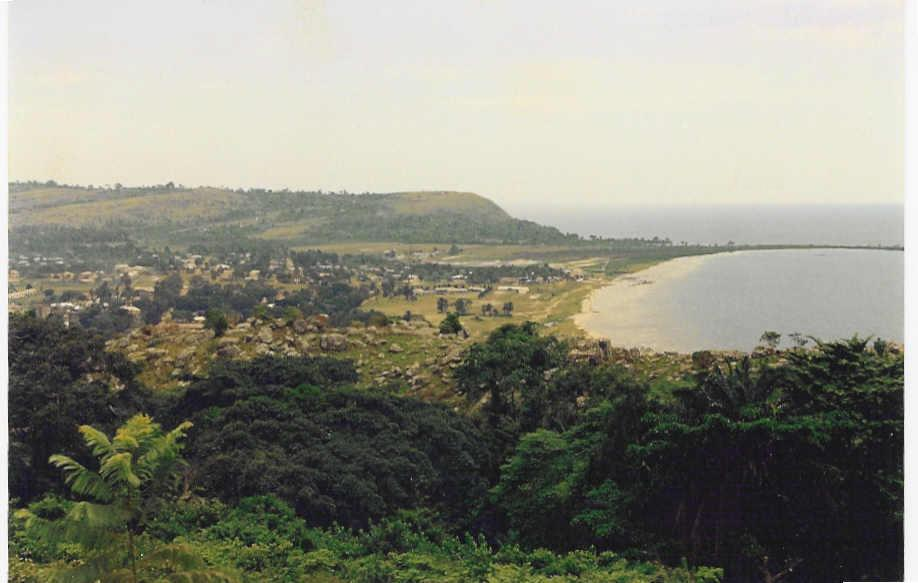
布科巴

布科巴是坦桑尼亚西北部的一座城市，位于维多利亚湖西岸，是卡盖拉区的首府，人口约10万。该城有渡轮连接姆万扎，有公路连接乌干达拉卡伊区，也有一座小型机场。